# Културни центар Вршац
Културни центар Вршац је градска установа Вршца за развој културе и уметности. Налази се у улици Стеријина 62.

## Историја
Културни центар Вршац је основао СО Вршац 2003. године са циљем испитивања културног тржишта јужнобанатске регије на коме почива и формира се културна понуда. Бави се базичним културним потребама конзумената културе на територији општине Вршац и развија уметничко стваралаштво појединаца и група, као и презентацију њиховог рада јавности, организује и координира рад културно–уметничких друштава и фолклорних група на територији општине Вршац. Организатор и суорганизатор је градских јавних манифестација међу којима су МФФ Вршачки венац, Берба грожђа, Вршачко културно лето и Дан града. У оквиру своје Савремене галерије промовишу и професионалну уметничку сцену и програме који служе профилисању публике која на тај начин стиче искуства неопходна за препознавање уметности. Културни центар чине удружења КУД „Бранко Радичевић” Уљма, КУД „Свети Сава” Велико Средиште, КУД „Прогресул” Влајковац, КУД „Венац” Избиште, КУД „Петефи Шандор” Вршац, КУД „Пензионер” Вршац, КУД „Михај Еминеску” Куштиљ, КУД „Лућеафарул” Вршац, ГКУД „Лаза Нанчић” Вршац, КУД „Грозд” Вршац, КУД „Еминеску” Куштиљ, КУД „Ђура Јакшић” Павлиш и КПУ „Ади Ендре”. Садрже музичко сценску редакцију, редакције за ПР, визуелну културу и уметност, редакције културно образовних програма и спољних програма и филмску редакцију.